# Ausztrália szövetségi államainak nemzeti színei
Az alábbi lista Ausztrália szövetségi államainak nemzeti színeit sorolja fel.
| Állam/Terület     | Zászló            | Elsődleges szín(ek)         | Másodlagos szín(ek) |
| ----------------- | ----------------- | --------------------------- | ------------------- |
| Ausztrália        | Ausztrália        | zöld és arany               |                     |
| ACT               |                   | kék és arany                |                     |
| Új-Dél-Wales      | Új-Dél-Wales      | égkék                       | sötétkék és fehér   |
| Északi terület    |                   | fekete, fehér és okkersárga |                     |
| Queensland        | Queensland        | bordóvörös                  | fehér               |
| Dél-Ausztrália    | Dél-Ausztrália    | piros                       | kék és arany        |
| Tasmania          | Tasmania          | sötétzöld                   | piros és arany      |
| Victoria          | Victoria          | tengerkék                   | fehér és ezüst      |
| Nyugat-Ausztrália | Nyugat-Ausztrália | arany                       | fekete              |

## Lásd még
- Trikolór
- Ausztrália zászlaja
- Az Egyesült Királyság zászlaja